# Artimpaza femorata
Artimpaza femorata är en skalbaggsart som beskrevs av Francis Polkinghorne Pascoe 1866. Artimpaza femorata ingår i släktet Artimpaza och familjen långhorningar. Inga underarter finns listade.